# رقص سالومه
رقص سالومه (انگلیسی: Dance of Salome)عنوان مجموعه ای از ۱۶۰ اثر هنری شامل ۸۵ نقاشی و ۷۵ طراحی از نبیل کانسو نقاش اهل ایالات متحده آمریکا است که بین سال‌های ۱۹۸۸ الی ۱۹۹۵ میلادی خلق شده‌است. این آثار بر پایه داستان‌های انجیل و اثر دراماتیک سالومه نوشته اسکار وایلد (۱۸۹۳) و اوپرای سالومه اثر ریشارد اشتراوس (۱۹۰۵) آفریده شده‌است.